# Marser (Germanien)

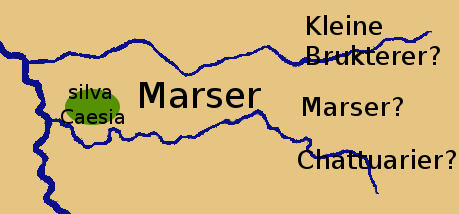
Die Kartenskizze zeigt die Verortung der Marser zwischen Heissiwald, Lippe und Ruhr.

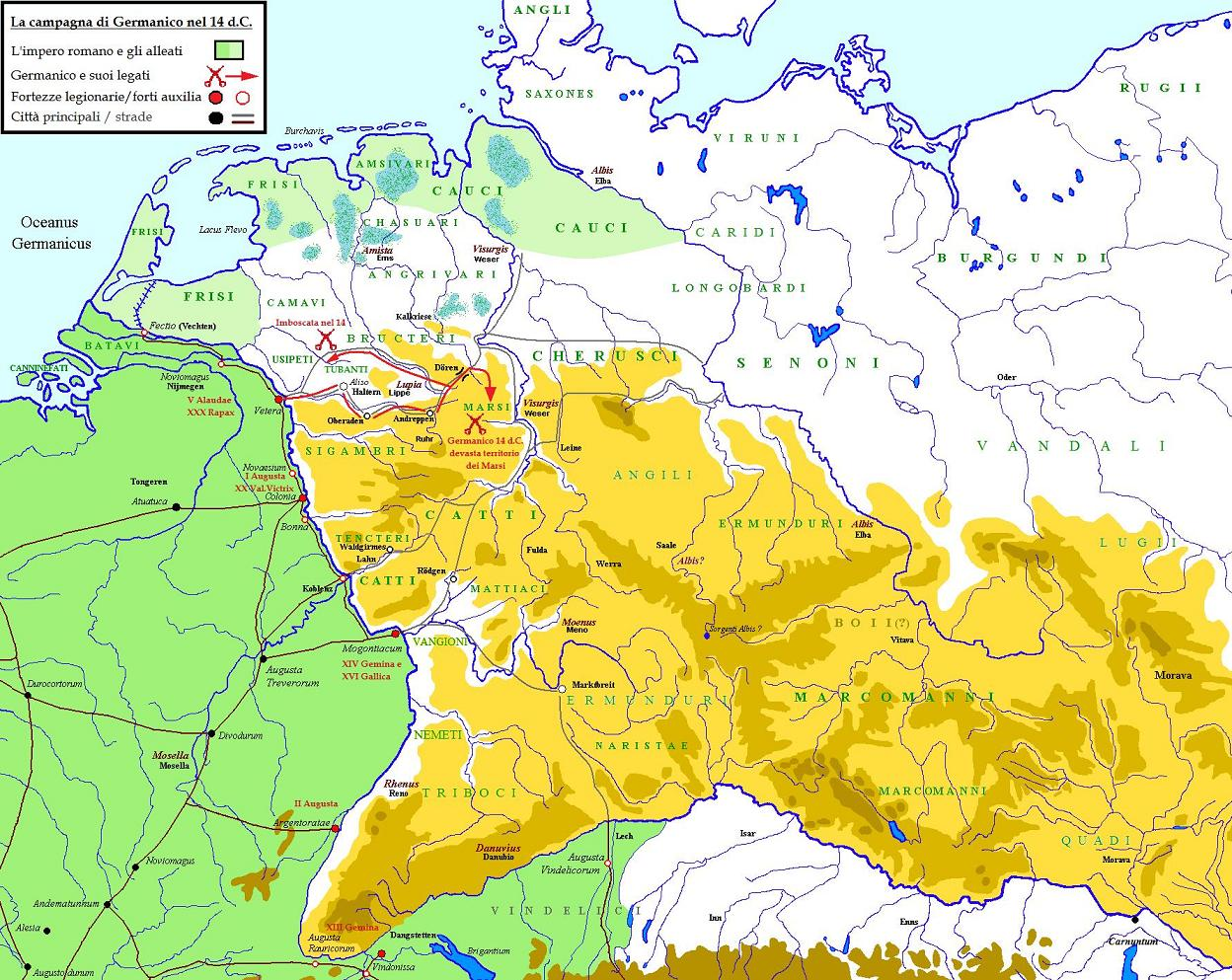
Aufriss des Feldzugs des Germanicus im Jahre 14 n. Chr. Die Karte ist ein Beispiel für die fast immer willkürliche Eintragung von Siedlungsgebieten. Die Marser sind hier an die Weser verlegt. Immerhin erlauben die korrekt eingetragenen Flüsse eine Verortung der Marser nach den Informationen im Artikel.

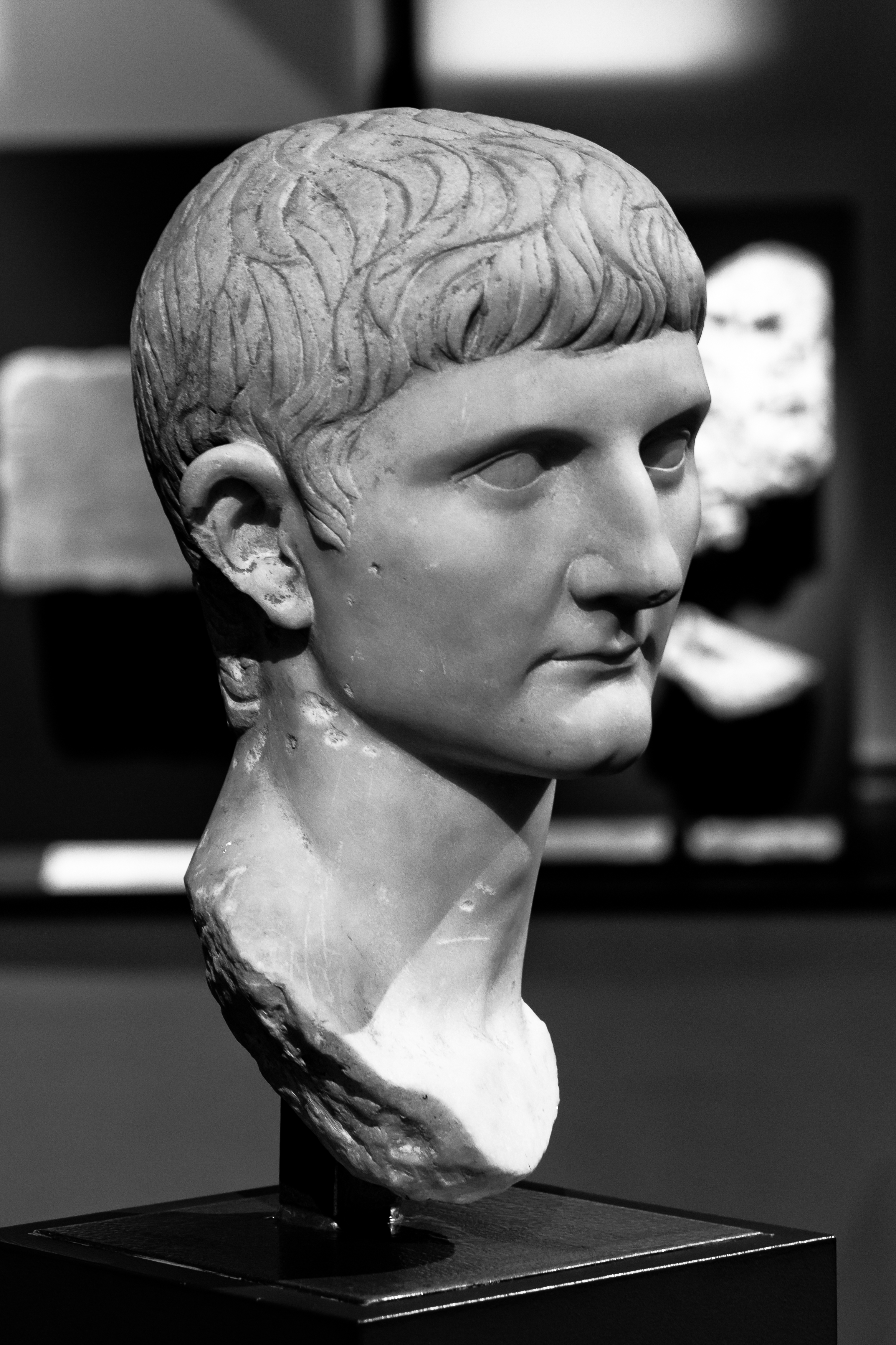
Büste von Nero Claudius Germanicus

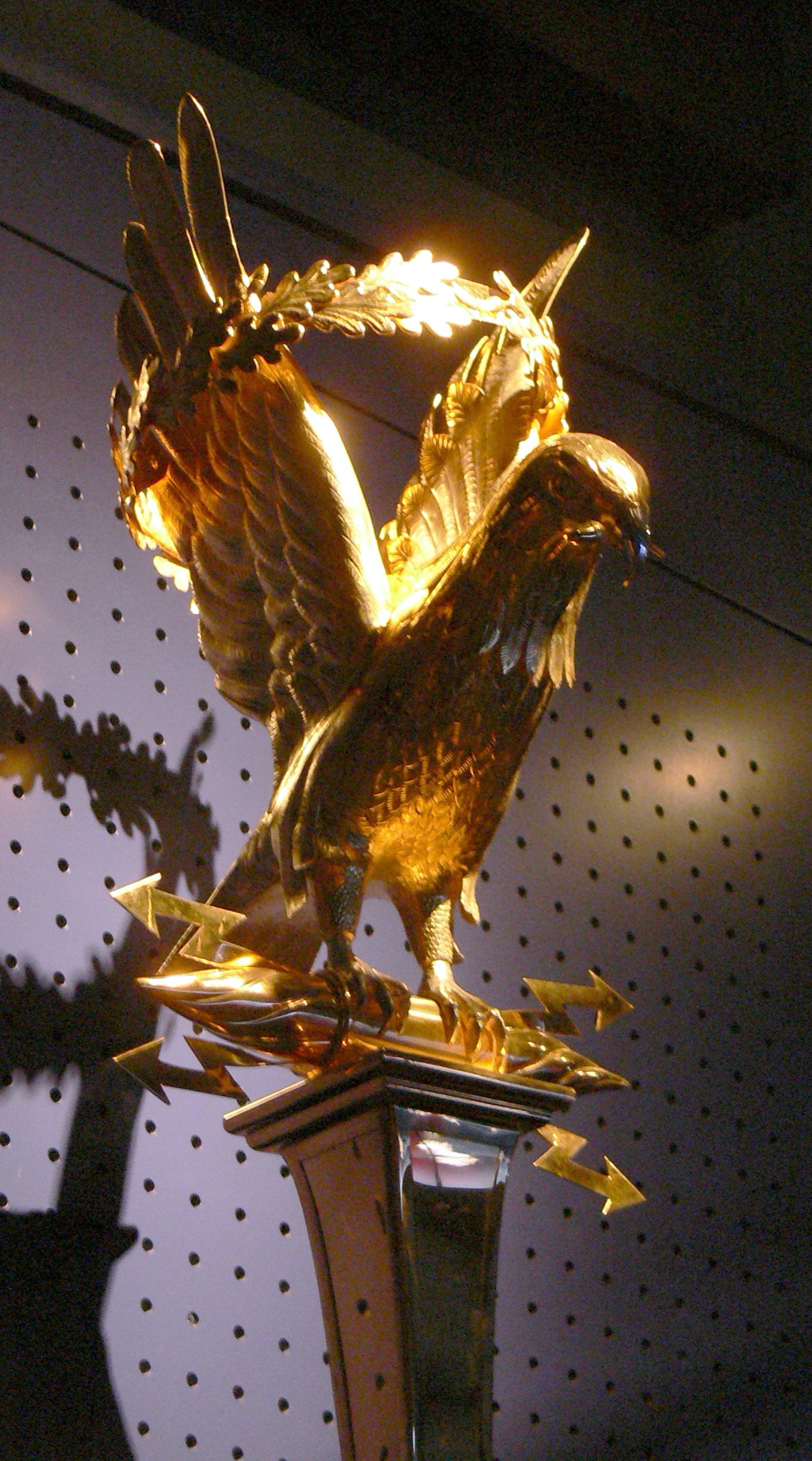
Legionsadler (Replik)

Die Marser (lateinisch Marsi, altgriechisch οἱ Μαρσοί) waren ein kleiner germanischer Volksstamm, der zunächst am Rhein und später zwischen dem Heissiwald (silva Caesia) bei Essen, der Ruhr und der Lippe (Lupia) siedelte.

## Siedlungsgebiet zur Zeit der Germanicus-Feldzüge
Tacitus berichtet, dass Germanicus von Westen kommend den „Caesia silva“ durchqueren musste, um zu den Marsern zu gelangen. Mit „silva Caesia“ ist der um Essen gelegene mittelalterliche Heissiwald gemeint, von dem heute nur noch Reste erhalten sind. Dieser bildete daher die westliche Grenze des Siedlungsgebiets, das im Norden von der Lippe, nördlich der die Brukterer verortet werden, und im Süden von der Ruhr begrenzt war. Die östliche Grenze bleibt unklar. Würde die Angabe des Tacitus herangezogen, dass Germanicus das Gebiet auf eine Weite („spatium“) von 50 Meilen verwüstete, reichte das Siedlungsgebiet ungefähr bis Soest, was auch einige Karten so zeigen. Allerdings wird der Sinn der Angabe bei Tacitus nicht klar, da er zu vage formuliert, was in Übersetzungen oft verloren geht. Daher kann aus der Angabe kein sicherer Schluss hinsichtlich der Erstreckung des Siedlungsgebiets gezogen werden. Dementsprechend wird ebenso eine weitere Erstreckung des Gebiets nach Osten, teils bis an den Rand des Eggegebirges vertreten. Archäologisch wird das beschriebene Gebiet zur Verbreitungszone der Rhein-Weser-Germanischen Kultur gezählt.

## Geschichte
Die Marser werden nur bei Strabon und bei Tacitus erwähnt. Die erste Erwähnung findet sich bei Strabon, der berichtet, dass sie einst am Rhein siedelten, aber, als die Römer verschiedene Stämme auf das westliche Rheinufer nach Gallien umsiedelten, ins Innere des Landes zurückwichen, während nur wenige, wie ein Teil der Sugambrer, am Ostufer des Rheins zurückblieben. Hieraus schloss schon die ältere Forschung, dass der Stamm der Marser aus einer Abspaltung von den rechtsrheinisch verbliebenen Resten der Sugambrer entstand oder eine Untergruppe dieses Stammes war. Die Sugambrer waren unter Tiberius im Jahre 8 v. Chr. im Rahmen der Drusus-Feldzüge (12 bis 8 v. Chr.) in das linksrheinische Gebiet um Xanten (Römerlager Vetera) umgesiedelt worden, wo später die Cugerner erwähnt werden. Diese gelten der Forschung als Zusammenschluss der umgesiedelten Einwanderer mit der älteren Bevölkerung. Der Zusammenhang der Marser mit den Sugambrern wird als Vermutung heute noch vertreten.
Obwohl sie die Zeit der römischen Okkupation dieses Teils Germaniens sicher nicht unbeteiligt und ereignislos durchlebt haben, werden sie erst wieder im Zusammenhang mit den Germanicus-Feldzügen bei Tacitus erwähnt, als die Römer sie 14 n. Chr. überfielen. Grund hierfür war Vergeltung für ihre Teilnahme am Aufstand im Jahre 9 n. Chr. gegen die Römer (Varusschlacht), die aus der Verwahrung eines der erbeuteten Legionsadler in ihrem Gebiet erschlossen wird. Sie wurden schon ganz zu Beginn der Rachefeldzüge des Germanicus vernichtend geschlagen. Germanicus führte im Feldzug gegen die Marser neben 12.000 Legionssoldaten auch 26 Kohorten Hilfstruppen (sociae cohortes) und 8 Reiterschwadronen (equitum alae) mit sich. Er nutzte zunächst ein Fest aus, zu dem übermäßiger Alkoholgenuss gehörte, um die Marser, solange sie weitgehend wehrlos waren, zu überfallen. Nach Tacitus wurde dann neben dem zentralen, nicht genau zu lokalisierenden Tamfana-Heiligtum ein Landraum („spatium“) von 50 römischen Meilen mit Feuer und Schwert völlig verwüstet: „Kein Geschlecht, kein Lebensalter fand Erbarmen.“
Auch wegen solcher Gräueltaten, wie sie Germanicus nicht nur bei den Marsern, sondern auch bei den Chatten im Frühjahr 15 n. Chr. angerichtet hatte, agierten die sonst oft untereinander zerstrittenen Germanen wieder gemeinsam, um gegen die Römer vorgehen zu können. Germanicus seinerseits hatte eine mehr als doppelt so starke Armee unter Waffen wie seinerzeit Varus. Auch die verbliebenen Marser beteiligten sich an den weiteren Kämpfen. Im Jahre 15 n. Chr. überfielen sie erfolglos die gegen die Cherusker vorgehende Heeresabteilung des Caecina. Und im Jahre 16 n. Chr. wurde der in einem bewachten Hain bei den Marsern vergrabene Legionsadler der Legio XVII von Germanicus nach einem Hinweis auf den Aufbewahrungsort durch Mallovendus, den 'dux' der Marser, der sich ergeben hatte, durch einen Angriff von zwei Seiten wiedergewonnen. Die Feldzüge des Germanicus wurden nach drei Jahren intensiver und verlustreicher, aber nicht entscheidender Kämpfe abgebrochen, und die Römer zogen sich hinter den Rhein zurück.
Der Dux Mallovendus ist der einzige namentlich bekannte Marser. Von der älteren Literatur wurde er als Verräter betrachtet. Als 'dux' („Anführer, Herzog“) bezeichnet Tacitus die aufgrund von Erfahrung und Ansehen gewählten Heerführer germanischer Ethnien.
Über die weitere Geschichte der Marser berichten die Quellen nichts.

## Moderne Gleichsetzungen, Selbstverständnis und Kultgemeinschaft
Wie schon gesagt, wird vermutet, dass die Marser eine Abspaltung oder eine Untergruppe der Sugambrer waren. Es gibt jedoch weitere mögliche Bezüge. Da die Kleinen Brukterer laut Strabon beiderseits der Lippe siedelten, wird mitunter eine Identität mit den Marsern vermutet. Auch die Chattuarier, die nach ihren überlieferten und erschlossenen Nachbarn teils an der oberen Ruhr, teils zwischen Lippe und Möhne und teils an der Eder lokalisiert werden, werden manchmal mit den Marsern gleichgesetzt, da sie nicht gleichzeitig erwähnt werden.
Wichtiger, insbesondere für die Selbstsicht der germanischen Ethnien, ist eine Angabe des Tacitus in der Germania nach der Schilderung des Mannus-Mythos und der Einteilung der germanischen Ethnien in Ingaevones, Istaevonen und Herminones. Er gibt an, dass auch eine Einteilung in weitere ursprüngliche, auf Söhne des Mannus zurückzuführende Stämme bekannt sei und nennt dabei neben Gambriviern, Sueben und Wandiliern auch die Marser, während Plinius sie bei einer entsprechenden Aufzählung nicht erwähnt.
Es wird vermutet, dass sich diese Mythen in Kultgemeinschaften der so gruppierten Stämme äußerten, wie eine solche etwa bei den Sueben belegt ist. In ihrem Fall befand sich das zentrale Heiligtum bei den Semnonen, die als Ursprung der Sueben galten. Analog wird das „bei jenen Stämmen hochberühmte“ Tamfana-Heiligtum bei den Marsern als Zentrum einer Kultgemeinschaft aus mehreren Ethnien gesehen. In der Literatur werden als Mitglieder neben den Marsern Brukterer, Usipeter und Tubanten benannt. Dies hat den Grund, dass nach der Zerstörung des Heiligtums 14 n. Chr. diese Stämme aktiv wurden und versuchten, Germanicus den Rückweg zu versperren, wie Tacitus berichtet. Oft werden Tenkterer und Chattuarier als Vermutung ergänzt.

## Sonstiges
- Die Marser finden in der zweiten Strophe des Liedes Des Deutschen Vaterland von Ernst Moritz Arndt aus dem Jahre 1813 Erwähnung.
- Die Marser in Germanien sind nicht zu verwechseln mit dem gleichnamigen Volk in Italien, siehe Marser (Italien).
- Der Name der Stadt Marsberg geht nicht, wie oft vermutet, auf die Marser zurück. Im Frühmittelalter wurde der Ort von den fränkischen Reichsannalen Eresburg und von Widukind von Corvey Heresburg genannt.[22]